# Romilda e Constanze

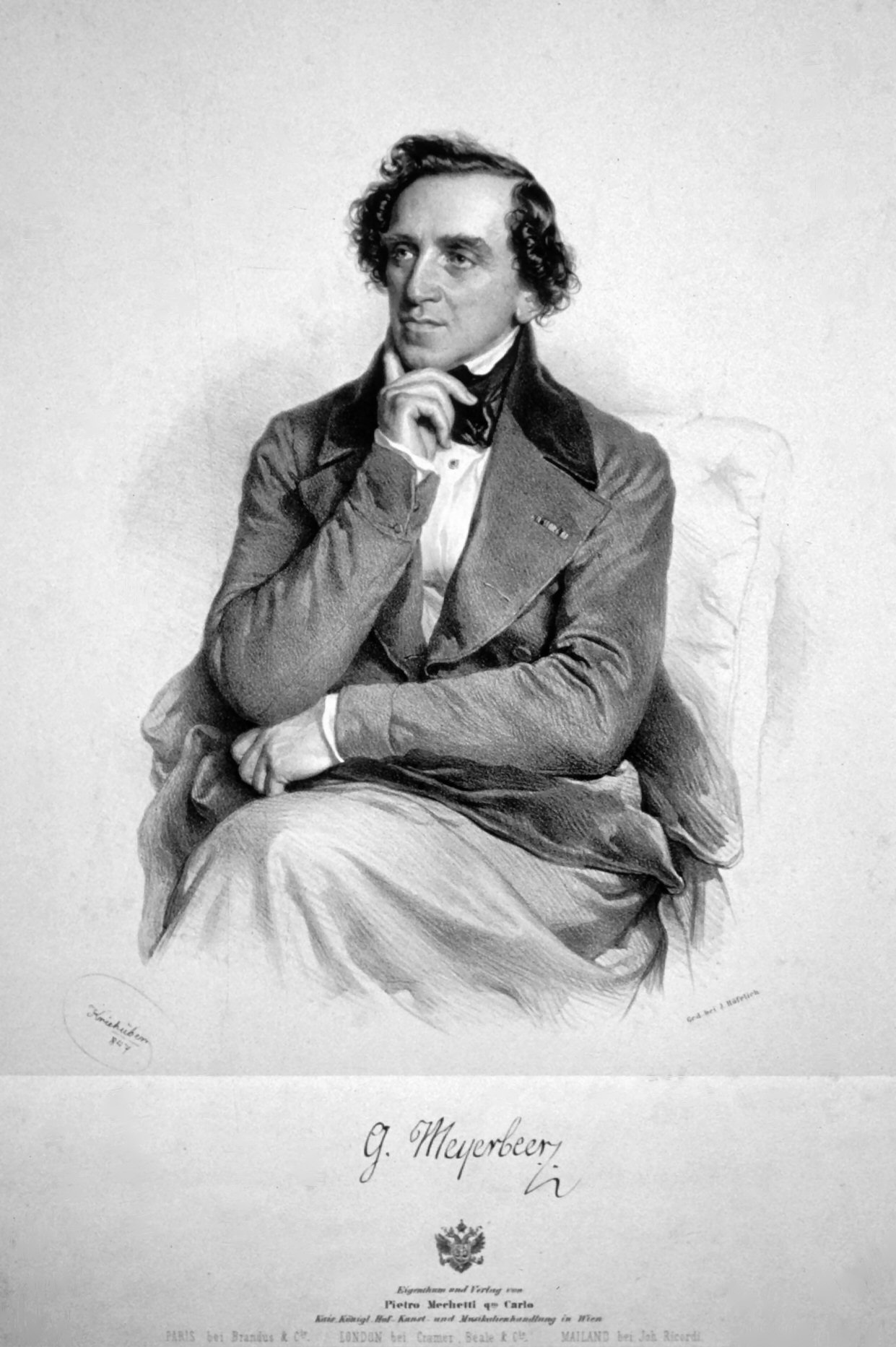
Gioacomo Meyerbeer

Romilda e Costanza är en opera med musik komponerad av Giacomo Meyerbeer och libretto av Gaetano Rossi. Den hade premiär den 19 juli 1817 på Teatro nuovo i Padua. Operan är en medeltida fantasi, utan relation till historisk sanning, om intrigerna kring tronföljden i kungariket Provence. Librettot blandar komiska och tragiska element, i enlighet med genren opera semiseria, och tar upp vissa egenskaper hos "räddningsoperan" där en av huvudpersonerna (här kvinnan) måste befria sin älskade från fängelset där han orättvist har låsts in.

## Historia
År 1815 lämnade Meyerbeer Wien för Italien. Där upplevde han en verklig chock när han deltog i en föreställning av Gioachino Rossinis Tancredi i Venedig, ett verk där han upptäckte en häpnadsväckande blandning av melodi och orkestrering. Från det ögonblicket ville Meyerbeer komponera operor på samma sätt som Rossini.
Operan var ursprungligen avsedd för Teatro San Benedetto i Venedig. Meyerbeer gick med på att inte få betalt och att betala librettisten själv. Men när teaterdirektören bad honom att betala en stor summa pengar för att täcka kostnaderna för produktionen, avbröt Meyerbeer allt och bestämde sig för att sätta upp sitt verk på Teatro nuovo i Padua.
I Padua täckte Meyerbeer produktionskostnaderna, men det var han som dikterade villkoren. Enligt kontraktet med impressarion, och i motsats till tidens sed, valde han själv librettisten, med vilken han skulle utarbeta texten, men också sångarna. Han krävde att få övervaka repetitionerna och dirigera de första föreställningarna av sin opera. Till Romilda e Costanza utsåg han Gaetano Rossi, en skicklig och produktiv författare av operalibretto med vilken han redan hade arbetat i kantaten Gli amori di Teolinda komponerad 1816, och som också var författare till det mycket beundrade Tancredi-librettot.
Verket mötte dock en hel rad svårigheter. För det första var Meyerbeer, som alltid var av bräcklig hälsa, extremt orolig vid premiären, som måste skjutas upp två gånger på grund av kompositörens hälsotillstånd.
Dessutom hade primadonna Benedetta Rosamunda Pisaroni, som senare skulle medverka i tre av Rossinis operor, bestämt sig för att gifta sig med Meyerbeer. Den senare gjorde dock klart för henne att han inte var intresserad. Hon tog sedan hämnd genom att övertyga de andra sångarna och några medlemmar i orkestern att sabotera premiären av operan och spela så dåligt som möjligt.
Operan rönte dock viss framgång och återupplivades i Venedig (hösten 1817), Milano och Florens (1820), Köpenhamn och München, men överskuggades snart av efterföljande operor av Meyerbeer, såsom Emma di Resburgo (1819), Margherita d'Anjou (1820) och framför allt Il crociato in Egitto (1824).

## Personer

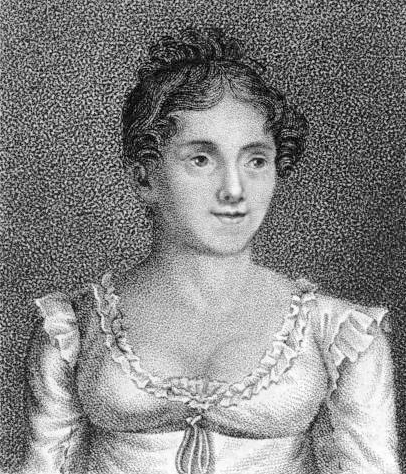
Benedetta Rosamunda Pisaroni som Romilda

| Roller    | Röstläge    | Premiärbesättning 1817 (Dirigent: Giacomo Meyerbeer) |
| --------- | ----------- | ---------------------------------------------------- |
| Teobaldo  | tenor       | Luigi Campitelli                                     |
| Retello   | bas         | Luciano Bianchi                                      |
| Romilda   | mezzosopran | Benedetta Rosamunda Pisaroni                         |
| Lotario   | tenor       | Agostino Trentanove                                  |
| Costanza  | sopran      | Caterina Lipparini                                   |
| Albertone | bas         | Giovanni Lipparini                                   |
| Annina    | sopran      | Annetta Lipparini                                    |
| Pierotto  | bas         | Nicola Bassi                                         |
| Ugo       | bas         | Francesco Desirò                                     |